# Stenodynerus insularis
Stenodynerus insularis är en stekelart som först beskrevs av E.André 1883.  Stenodynerus insularis ingår i släktet smalgetingar, och familjen Eumenidae. Inga underarter finns listade i Catalogue of Life.